# 梅乌拉那博物馆

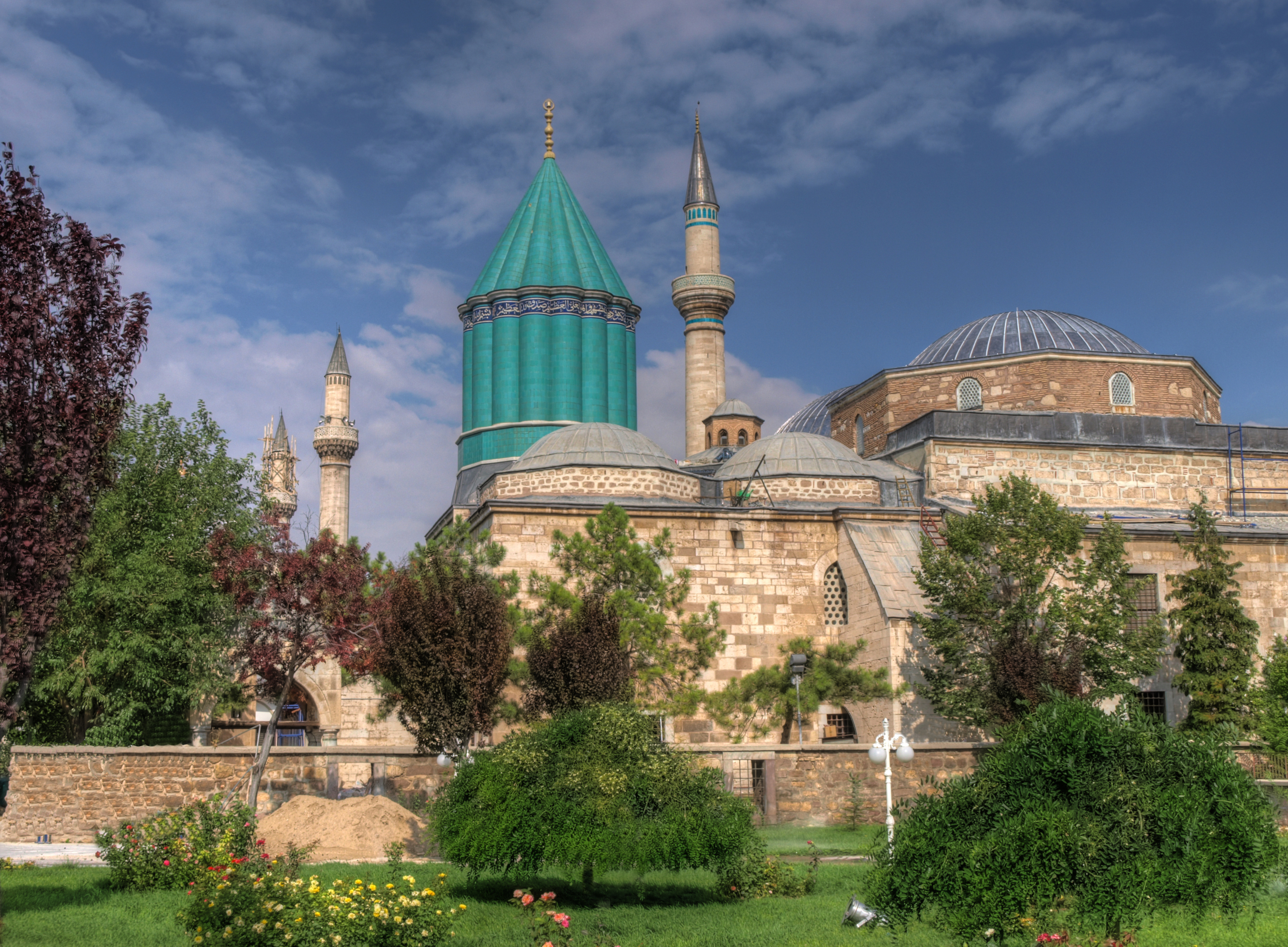
梅乌拉那博物馆

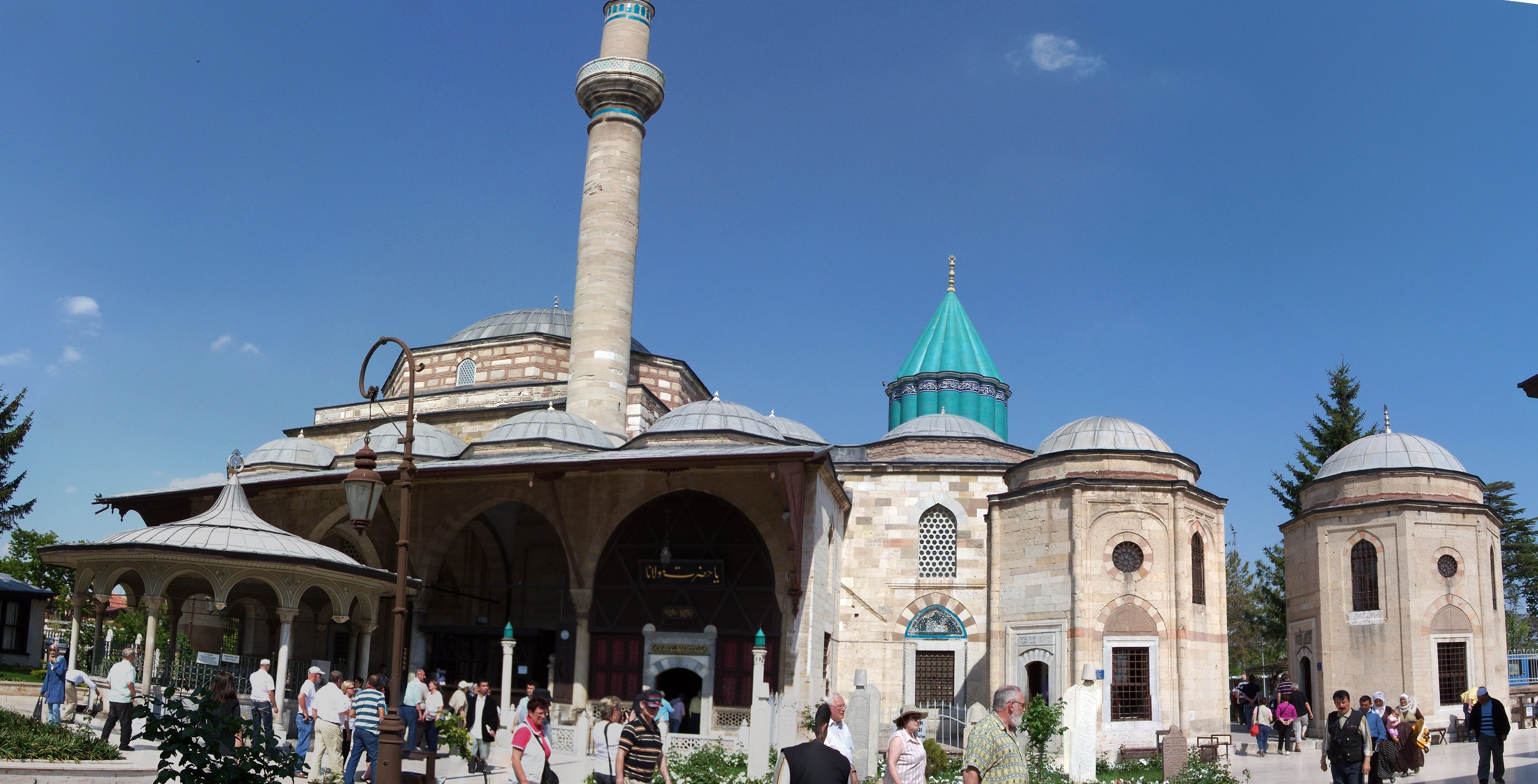

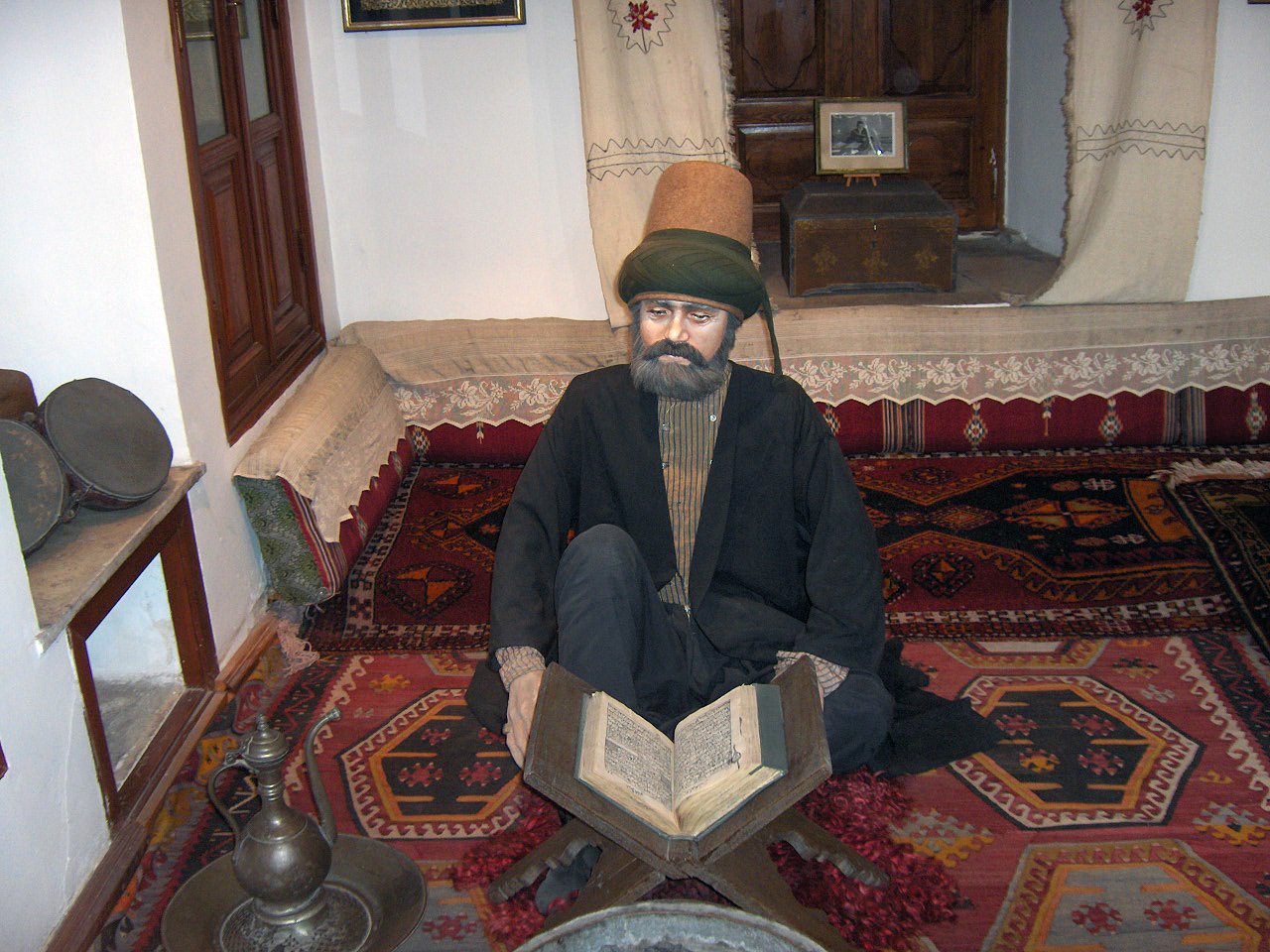

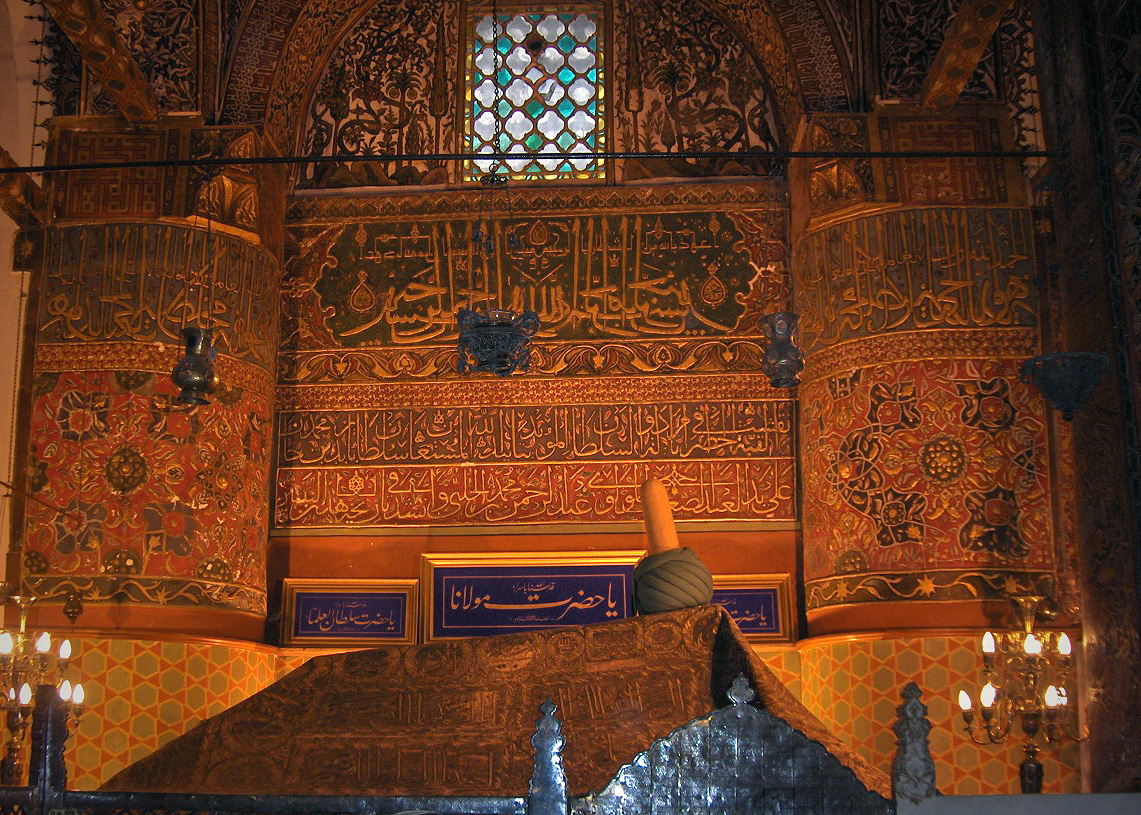

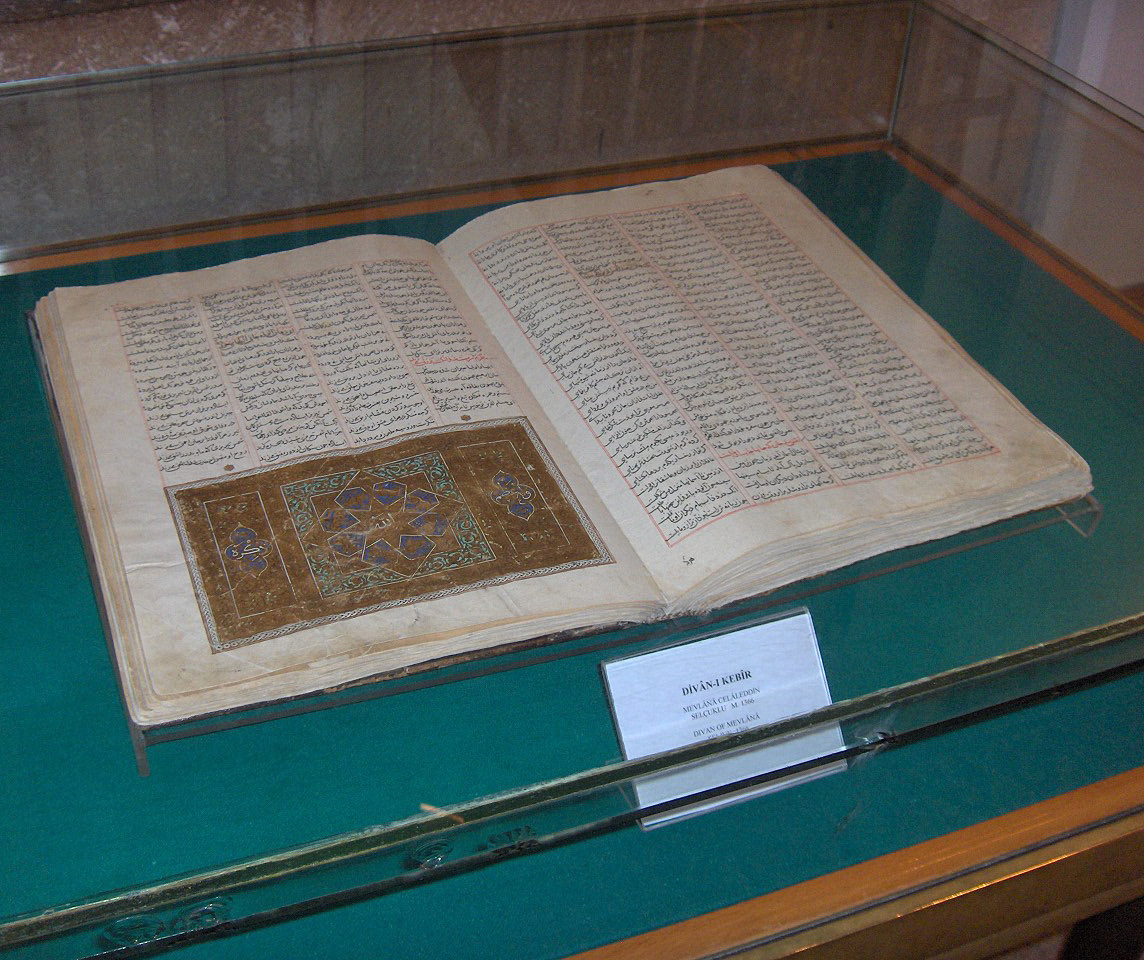

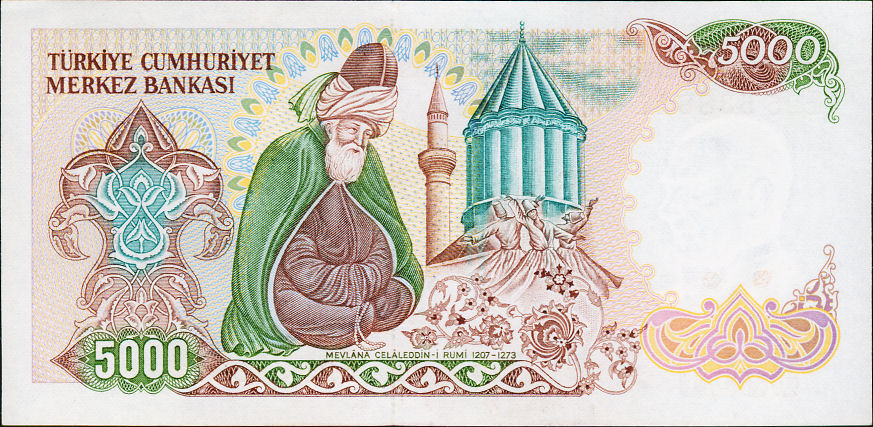

梅乌拉那博物馆（Mevlâna Museum）位于土耳其科尼亚，为13世纪波斯人苏菲派神秘主义者鲁米的陵墓，以及梅夫拉维教团的德尔维希（旋转托钵僧）的住所。
1273年鲁米去世，就埋葬于此，他的继任者为他修建了陵墓，完成于1274年。这是一座塞尔柱建筑，建筑师Behrettin Tebrizli。
根据1926年4月6日的法令，该建筑于1927年3月2日改为博物馆。
举行旋转舞仪式的舞蹈厅（“Semahane”）与毗邻的小清真寺同建于苏莱曼大帝时期。
梅乌拉那墓出现在 1981-1994土耳其5000里拉纸币的反面，